# フォルカー・ブルッフ
フォルカー・ブルッフ（Volker Bruch、1980年5月9日 - ）はドイツの俳優。

## 主な出演作品

### 映画
- レディ・エージェント 第三帝国を滅ぼした女たち Les femmes de l’ombre (2008)
- レッド・バロン Der Rote Baron (2008)
- バーダー・マインホフ 理想の果てに Der Baader Meinhof Komplex (2008)
- 愛を読むひと The Reader (2008)
- ヒマラヤ 運命の山 Nanga Parbat (2009)
- ゲーテの恋 〜君に捧ぐ「若きウェルテルの悩み」〜 Goethe! (2010)
- 詩人、愛の告白 Confession d'un enfant du siècle (2012)
- 君がくれたグッドライフ Hin und weg (2014)
- ナチス第三の男 HHhH (2017)
- 蜘蛛の巣を払う女 The Girl in the Spider's Web (2018)

### テレビドラマ
- トレジャー・ガード ソロモンの指環と伝説の秘宝 Treasure Guards – Das Vermächtnis des Salomon (2011)
- ジェネレーション・ウォー Unsere Muetter, Unsere Vaeter (2013)
- バビロン・ベルリン Babylon Berlin (2017 - 2020)